# Ernst-Günther Baade
Ernst-Günther Baade (Pritzwalk, 20 agosto 1897 – Bad Segeberg, 8 maggio 1945) è stato un generale tedesco che servì durante la seconda guerra mondiale. Ricevette la Croce di Cavaliere della Croce di Ferro con foglie di quercia e spade come riconoscimento per l'estremo coraggio dimostrato sul campo di battaglia ed il successo nel comando militare. Venne ferito in azione e morì l'ultimo giorno di guerra in Europa.

## Carriera militare

### Prima Guerra Mondiale
Ernst-Günther Baade partì volontario per il servizio militare nel 1914 all'età di diciassette anni unendosi all'9. Ulanenregiment (cavalleria leggera). Baade si distinse nei combattimenti sul fronte orientale e fu scelto per il corso da allievo-ufficiale. Fu nominato tenente nel mese di agosto 1916. Nel 1918 si trasferì sul fronte occidentale, dove fu ferito durante un attacco con i gas.

### Seconda Guerra Mondiale
Il 6 marzo 1942 Baade fu assegnato alla riserva attiva ufficiali (Führerreserve). Successivamente trasferito alla 15. Panzer-Division nel Nord Africa, il 15 aprile 1942 prese il comando dello Schützenregiments 115, in quel momento impegnato in combattimenti in Libia e Cirenaica.
Baade godette di ampia celebrità negli Afrika Korps: era noto per andare in battaglia vestito con un kilt scozzese e portando una claymore, una spada a doppio taglio.
Il colonnello Baade si distinse il 27 maggio 1942 per le sue doti di comando e strategiche riuscendo a controllare un attacco sferrato alle spalle della 15. Panzer-Division. Un battaglione del reggimento sotto il suo comando riuscì a penetrare dentro Bir Hacheim il giorno successivo, sconfiggendo gli avversari inglesi dopo 24 ore di aspri combattimenti. Baade ricevette per questo la Croce di Cavaliere della Croce di Ferro.
Fu di nuovo ferito il 28 luglio 1942 a El Alamein, quando la sua postazione fu colpita dal fuoco di artiglieria nemico; venne successivamente evacuato a Roma e trasportato in Germania per un periodo di convalescenza.
Il colonnello Baade fu messo a capo della difesa dello Stretto di Messina durante la ritirata delle forze tedesche dalla Sicilia alla penisola italiana agli inizi di agosto 1943.
Promosso Generalmajor, Baade assunse il comando della 90ª divisione di fanteria leggera, a Montecassino. Era conosciuto per il suo comportamento a volte eccentrico, il suo staff di stato maggiore molto ridotto e le sue frequenti visite di ispezione in prima linea, caratteristiche che lo resero famoso insieme alle sue truppe. Fu uno dei pochi ufficiali di grado generale a fregiarsi del Distintivo di distruttore di carri per essere riuscito a distruggere un carro armato nemico con un'arma da fanteria. Dopo la ritirata nell'Italia settentrionale, Baade sparò, uccidendolo, ad un ufficiale SS di grado inferiore al suo che aveva osato dargli un ordine; in seguito all'episodio fu costretto ad una breve latitanza.
Baade fu ferito al collo e a una gamba da un proiettile al fosforo il 24 aprile 1945, quando la sua Kübelwagen fu mitragliata da un aereo da caccia britannico nei pressi di Neverstaven in Holstein. Fu trasportato in un ospedale a Bad Segeberg, dove morì a causa dell'insorgere della gangrena l'8 maggio 1945, l'ultimo giorno di guerra in Europa.